# Concepția Imaculată

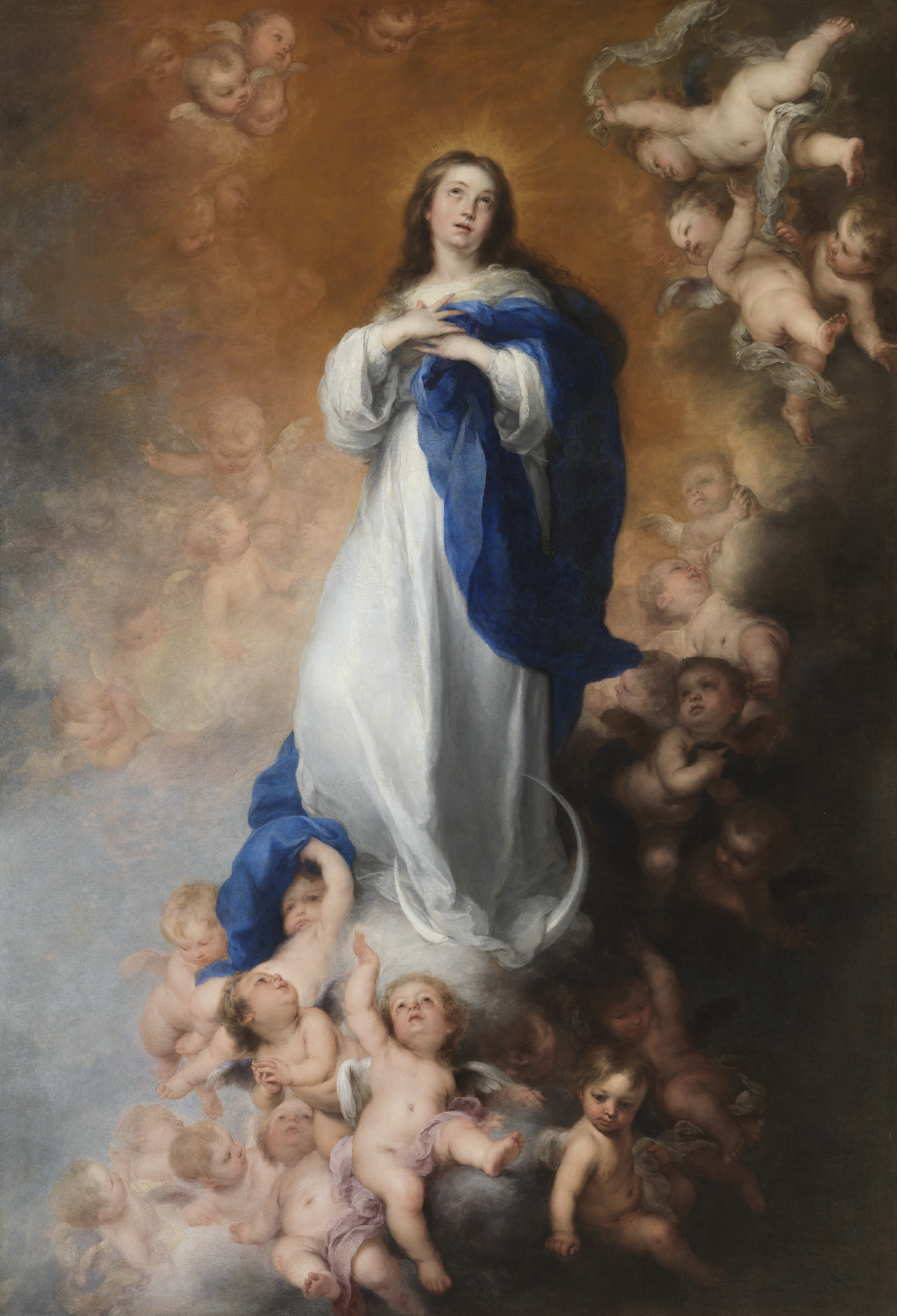
'Concepția Imaculată'. Pictură de Bartolomé Esteban Murillo

Imaculata Concepție sau Neprihănita Zămislire este, conform dogmelor catolice, concepția Mariei, mama lui Isus, în pântecul mamei ei Ana, fără păcatul originar și că a dus o viață complet lipsită de păcat. Sărbătoarea Imaculatei Concepții, sărbătorită pe 8 decembrie în fiecare an, a fost stabilită de Papa Sixtus IV în 1476, dar această doctrină nu a fost definită atunci ca o dogmă, astfel fiecare catolic avea dreptul să creadă sau nu în ea, fără a fi acuzat de erezie. Imaculata Concepție a fost definită ca dogmă de către Papa Pius IX în 1854, în constituția sa din 8 decembrie, intitulată Ineffabilis Deus.
Biserica Ortodoxă, precum și bisericile protestante nu împărtășesc această doctrină, deși Bisericile Ortodoxă Etiopiană și Biserica Ortodoxa Eritreeană fac excepție.